# Хакимпур
Хакимпур (бенг. হাকিমপুর, англ. Hakimpur) — город на севере Бангладеш, административный центр одноимённого подокруга. Площадь города равна 4,3 км². По данным переписи 2001 года, в городе проживало 25 680 человек, из которых мужчины составляли 52,82 %, женщины — соответственно 47,18 %. Плотность населения равнялась 5972 чел. на 1 км². Уровень грамотности населения составлял 41,9 % (при среднем по Бангладеш показателе 43,1 %). 